# Meniscomorpha kerna
Meniscomorpha kerna là một loài tò vò trong họ Ichneumonidae.